# Сирота, Григорий Михайлович
Григорий Михайлович Сирота (укр. Григорій Михайлович Сирота; род. 1 мая 1931 года) — горнорабочий очистного забоя шахты № 3 «Великомостовская» комбината «Укрзападуголь» Министерства угольной промышленности Украинской ССР, Львовская область, Украинская ССР. Герой Социалистического Труда (1971).
С 1950-х годов — горнорабочий очистного забоя, бригадир горных рабочих очистного забоя шахты № 3 «Великомостовская» комбината «Укрзападуголь».
Бригада Григория Сироты, использовав передовой опыт добычи угля, в течение 12 лет добывала около 500 тысяч тонн полезного ископаемого. В некоторые годы бригада выдавала на-гора по 600—650 тысяч тонн. Самым выдающимся стал 1986 год, когда бригада получила около 700 тысяч тонн угля. Указом Президиума Верховного Совета СССР от 30 марта 1971 года «за исключительные заслуги в развитии угольной промышленности» удостоен звания Героя Социалистического Труда с вручением ордена Ленина и золотой медали «Серп и Молот».
После выхода на пенсию проживал в городе Червоноград Львовской области.
Награды
- Герой Социалистического Труда
- Орден Ленина — дважды
- Орден «Знак Почёта»